# Dan Inosanto
Dan "Danny" Inosanto (nascido em 24 de julho de 1936) é um instrutor estadunidense de artes marciais nas Filipinas que é mais conhecido por ter sido discípulo de Bruce Lee e também como a maior autoridade mundial viva em jeet kune do.
Hoje possui representantes ligados a sua academia (Inosanto Academy) em todo o mundo.
Também foi responsável pela popularização das artes marciais filipinas no ocidente.

## Publicações
- INOSANTO, Dan. Filipino Martial Arts. As Taught by Dan Inosanto. [S.l.: s.n.] ISBN 0-938676-01-6
- INOSANTO, Dan. Absorb What Is Useful. Jeet Kune Do Guidebook Vol. 2. [S.l.: s.n.] ISBN 0-938676-03-2
- INOSANTO, Dan. [S.l.: s.n.] ISBN 0-938676-02-4 Texto "Guide to Martial Arts Training with Equipment" ignorado (ajuda); Em falta ou vazio |título= (ajuda)
- INOSANTO, Dan. Jeet Kune Do. The Art and Philosophy of Bruce Lee. [S.l.: s.n.] ISBN 0-938676-00-8
- ASSLI, Salem; INOSANTO, Dan. Jeet Kune Do. [S.l.: s.n.] ISBN 2-7027-0693-2
- Jeet Kune Do: Conditioning and Grappling Methods. Intro by Dan Inosanto. ISBN 0-9531766-5-7

## Filmografia

### Como ator
- 2003 - Brazilian Brawl (V) .... Ruben
- 1991 - Out for Justice .... Sticks
- 1986 - Big Trouble in Little China .... Wing Kong Hatchet Man
- 1981 - Sharky's Machine .... Chin No. 1
- 1981 - Long de ying zi (como Danny Inosanto)
- 1981 - Skirmish
- 1973 - Game of Death (como Danny Inosanto)

### Documentários
- 2006 - Fight Science
- 2002 - Modern Warriors
- 2002 - Bruce Lee: The Immortal Dragon
- 2000 - Bruce Lee in G.O.D.: Shibôteki yûgi
- 2000 - Bruce Lee: A Warrior's Journey
- 1999 - Famous Families (The Lees: Action Speaks Louder)
- 1998 - The Path of the Dragon
- 1997 - E! True Hollywood Story (Brandon Lee)
- 1993 - Curse of the Dragon
- 1977 - Bruce Lee, the Legend
- 1976 - The Warrior Within
- 1973 - Life and Legend of Bruce Lee